# 朝原站
朝原站是位于内蒙古自治区根河市朝原村的一个铁路车站，邮政编码22350。车站建于1959年，有牙林铁路经过该站，现不办理客货运业务。车站距离牙克石291公里，隶属哈尔滨铁路局，是五等站。